# Cannone da 75/32 Modello 1937
A Cannone da 75/32 Modello 1937 egy olasz gyártmányú tábori löveg volt, melyet a második világháború alatt használtak. A jelölés azt jelentette, hogy a löveg űrmérete 75 mm, lövegcsöve 32 űrmérethosszúságú, hadrendbe pedig 1937-ben állították.

## Történet
Miután Olaszország győztesen került ki az első világháborúból, tüzérsége a háborúból megmaradt példányokból és az Osztrák-Magyar Monarchiától jóvátétel fizetése végett kapott lövegekből állt. Újrafegyverkezést támogató államok híján az olasz hadseregnek abból kellett gazdálkodnia amivel rendelkezett. Az 1930-as években, bár nagy mennyiségű fegyverrel rendelkeztek, ezek nem képviseltek igazi erőt az akkoriban más országok által kifejlesztett modern harcezközökkel szemben, ezért az ország új fegyver tervezésébe kezdett. Az elsőként fejlesztendő fegyvernem a tábori tüzérség lett, így az első világháború óta elsőként megjelenő új fegyver a Cannone da 75/32 Modello 1937 lett.
Az új ágyút az Ansaldo tervezte. A hosszú lövegcsövet csőszájfékkel látták el, nagy csőtorkolati sebességének köszönhetően szükségtől függően akár páncéltörő ágyúként is bevethették.
Mikor a lövegtalpszárakat szétterpesztették, a löveggel 50°-os oldalszögben lehetett célozni, ami kétségkívül hasznosnak bizonyult a páncélozott hadviselésben. Viszont hátránya az volt, hogy a nagy méretű lövegtalp-támaszokat a földbe kellett kalapálni, így a löveg gyors pozíciócseréje nem volt egyszerű. Ezen hátrány ellenére a Modello 37 igen hatékony löveg volt, az olasz tüzérek is nagyon kedvelték a típust. Az olasz ipar azonban nem volt abban a helyzetben, hogy kielégítő mennyiségben gyártsa a löveget. A gyártókapacitás és a nyersanyagok nagy részét a repülőgépek és hadihajók gyártása foglalta le, így a szárazföldi fegyverzetből mindig hiány mutatkozott. 1943-ra az olasz tüzérség már nagyrészt csak az első világháborúból vagy még azelőttről származó eszközökre támaszkodhatott.
1943-ban az olaszok átálltak a szövetségesek oldalára. A németek már korábban felfigyeltek a Modello 37 előnyeire, így az olasz átállás után annyit zsákmányoltak belőle, amennyit csak tudtak. Ezt követően 7,5 cm FK 481(i) jelöléssel rendszeresítették őket. A németek bevetették a lövegeket az olasz fronton, és Jugoszláviában a partizánok ellen is.